# شاپور سکانشاه

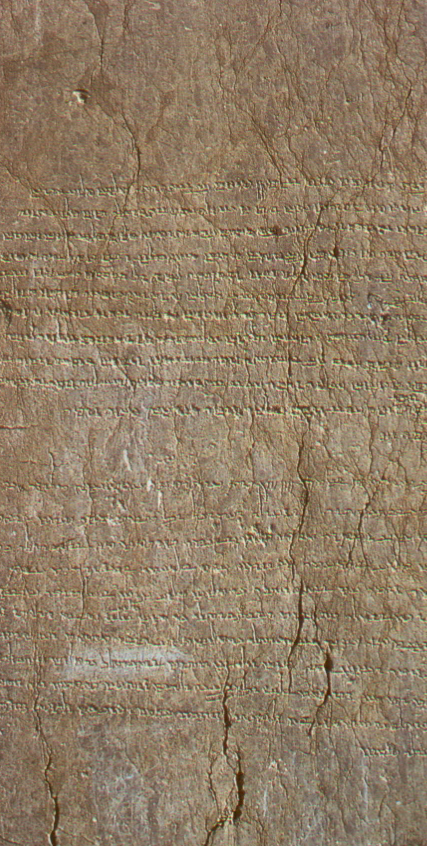
کتیبه شاپور سکانشاه در تچر، کاخ سابق داریوش کبیر

شاپور سکانشاه یک شاهزاده ساسانی بود که در دوران پادشاهی شاپور دوم (پادشاهی از ۳۰۹ تا ۳۷۹)، به عنوان شاه سکستان گماشته شده بود. او برادر شاپور دوم هم بود.